# Saison 2016 de l'équipe cycliste Giant-Alpecin
La saison 2016 de l'équipe cycliste Giant-Alpecin est la douzième de cette équipe.

## Préparation de la saison 2016

### Sponsors et financement de l'équipe
Les deux principaux sponsors de l'équipe sont Giant et Alpecin. Giant est le principal sponsor de l'équipe depuis 2014, et Alpecin, fabricant de produits cosmétiques et de shampoings, depuis 2015,. Le voyagiste néerlandais Sunweb devient également sponsor de l'équipe en 2015, et s'est engagé pour deux ans. Enfin, le fabricant de stores et d'appareils de ventilation Renson, qui sponsorisait jusqu'alors l'équipe Etixx-Quick Step, s'engage avec Giant-Alpecin à compter de 2016.
Le maillot de l'équipe, conçu par Etxeondo, est semblable à celui de la saison précédente. Le logo de Renson apparaît à l'arrière du cuissard, à la place du logo de Sunweb, désormais sur les épaules.

### Arrivées et départs
| Arrivées             | Équipe 2015          |
| -------------------- | -------------------- |
| Søren Kragh Andersen | Trefor-Blue Water    |
| Sindre Lunke         | Joker                |
| Sam Oomen            | Rabobank Development |
| Laurens ten Dam      | Lotto NL-Jumbo       |
| Max Walscheid        | Kuota-Lotto          |

| Départs         | Équipe 2016                  |
| --------------- | ---------------------------- |
| Lawson Craddock | Cannondale                   |
| Thierry Hupond  | Delko-Marseille Provence-KTM |
| Caleb Fairly    | retraite                     |
| Carter Jones    | retraite                     |
| Marcel Kittel   | Etixx-Quick Step             |
| Luka Mezgec     | Orica-GreenEDGE              |
| Daan Olivier    | retraite                     |

## Déroulement de la saison

### Pré-saison et début de saison
Au cours d'un entraînement à Benigembla en Espagne, six coureurs de l'équipe qui sont Warren Barguil, John Degenkolb, Chad Haga, Fredrik Ludvigsson, Ramon Sinkeldam et Max Walscheid sont violemment percutés par une voiture, ce qui entraîne plusieurs blessures. Cet accident affecte l'équipe durant plusieurs semaines, l'empêchant de pouvoir présenter une équipe complète sur plusieurs épreuves du calendrier et qui l'amène à renoncer à participer au Circuit Het Nieuwsblad.

## Coureurs et encadrement technique

### Effectif
| Cycliste             | Date de naissance | Nationalité | Équipe 2015          |  |
| -------------------- | ----------------- | ----------- | -------------------- |  |
| Nikias Arndt         | 18 novembre 1991  | Allemagne   | Giant-Alpecin        |  |
| Warren Barguil       | 28 octobre 1991   | France      | Giant-Alpecin        |  |
| Ji Cheng             | 24 octobre 1987   | Chine       | Giant-Alpecin        |  |
| Roy Curvers          | 27 décembre 1979  | Pays-Bas    | Giant-Alpecin        |  |
| Bert De Backer       | 2 avril 1984      | Belgique    | Giant-Alpecin        |  |
| Koen de Kort         | 8 septembre 1982  | Pays-Bas    | Giant-Alpecin        |  |
| John Degenkolb       | 7 janvier 1989    | Allemagne   | Giant-Alpecin        |  |
| Tom Dumoulin         | 11 novembre 1990  | Pays-Bas    | Giant-Alpecin        |  |
| Caleb Fairly         | 19 février 1987   | États-Unis  | Giant-Alpecin        |  |
| Johannes Fröhlinger  | 9 juin 1985       | Allemagne   | Giant-Alpecin        |  |
| Simon Geschke        | 13 mars 1986      | Allemagne   | Giant-Alpecin        |  |
| Chad Haga            | 26 août 1988      | États-Unis  | Giant-Alpecin        |  |
| Carter Jones         | 27 février 1989   | États-Unis  | Giant-Alpecin        |  |
| Søren Kragh Andersen | 10 août 1994      | Danemark    | Trefor-Blue Water    |  |
| Fredrik Ludvigsson   | 28 avril 1994     | Suède       | Giant-Alpecin        |  |
| Tobias Ludvigsson    | 22 février 1991   | Suède       | Giant-Alpecin        |  |
| Sindre Lunke         | 17 avril 1993     | Norvège     | Joker                |  |
| Sam Oomen            | 15 août 1995      | Pays-Bas    | Rabobank Development |  |
| Georg Preidler       | 17 juin 1990      | Autriche    | Giant-Alpecin        |  |
| Ramon Sinkeldam      | 9 février 1989    | Pays-Bas    | Giant-Alpecin        |  |
| Tom Stamsnijder      | 15 mai 1985       | Pays-Bas    | Giant-Alpecin        |  |
| Laurens ten Dam      | 13 novembre 1980  | Pays-Bas    | Lotto NL-Jumbo       |  |
| Albert Timmer        | 13 juin 1985      | Pays-Bas    | Giant-Alpecin        |  |
| Lars van der Haar    | 23 juillet 1991   | Pays-Bas    | Giant-Alpecin        |  |
| Tom Veelers          | 14 septembre 1984 | Pays-Bas    | Giant-Alpecin        |  |
| Zico Waeytens        | 29 septembre 1991 | Belgique    | Giant-Alpecin        |  |
| Max Walscheid        | 13 juin 1993      | Allemagne   | Kuota-Lotto          |  |
| Stagiaire            | Date de naissance | Nationalité | Équipe 2016          |  |
| Jochem Hoekstra      | 21 octobre 1992   | Pays-Bas    | Parkhotel Valkenburg |  |
| Max Kanter           | 22 octobre 1997   | Allemagne   | LKT Brandenburg      |  |
| Martijn Tusveld      | 9 septembre 1993  | Pays-Bas    | Rabobank Development |  |

## Bilan de la saison

### Victoires
| Date       | Course                                       | Pays      | Classe | Vainqueur      |
| ---------- | -------------------------------------------- | --------- | ------ | -------------- |
| 06/05/2016 | 1re étape du Tour d'Italie                   | Italie    | WT     | Tom Dumoulin   |
| 29/05/2016 | 21e étape du Tour d'Italie                   | Italie    | WT     | Nikias Arndt   |
| 29/05/2016 | 5e étape du Tour de Belgique                 | Belgique  | 2.HC   | Zico Waeytens  |
| 22/06/2016 | Championnat des Pays-Bas du contre-la-montre | Pays-Bas  | CN     | Tom Dumoulin   |
| 10/07/2016 | 9e étape du Tour de France                   | France    | WT     | Tom Dumoulin   |
| 15/07/2016 | 13e étape du Tour de France                  | France    | WT     | Tom Dumoulin   |
| 12/08/2016 | 3e étape du Tour de l'Ain                    | France    | 2.1    | Sam Oomen      |
| 13/08/2016 | Classement général du Tour de l'Ain          | France    | 2.1    | Sam Oomen      |
| 14/08/2016 | 4e étape de l'Arctic Race of Norway          | Norvège   | 2.HC   | John Degenkolb |
| 03/10/2016 | Tour de Münster                              | Allemagne | 1.HC   | John Degenkolb |
| 24/10/2016 | 3e étape du Tour de Hainan                   | Chine     | 2.HC   | Max Walscheid  |
| 25/10/2016 | 4e étape du Tour de Hainan                   | Chine     | 2.HC   | Max Walscheid  |
| 26/10/2016 | 5e étape du Tour de Hainan                   | Chine     | 2.HC   | Max Walscheid  |
| 28/10/2016 | 7e étape du Tour de Hainan                   | Chine     | 2.HC   | Max Walscheid  |
| 30/10/2016 | 9e étape du Tour de Hainan                   | Chine     | 2.HC   | Max Walscheid  |

### Résultats sur les courses majeures
Les tableaux suivants représentent les résultats de l'équipe dans les principales courses du calendrier international (les cinq classiques majeures et les trois grands tours). Pour chaque épreuve est indiqué le meilleur coureur de l'équipe, son classement ainsi que les accessits glanés par Giant-Alpecin sur les courses de trois semaines.

#### Classiques
| Classique            | Milan-San Remo      | Tour des Flandres | Paris-Roubaix         | Liège-Bastogne-Liège | Tour de Lombardie   |
| -------------------- | ------------------- | ----------------- | --------------------- | -------------------- | ------------------- |
| Coureur (classement) | Simon Geschke (19e) | Roy Curvers (65e) | Ramon Sinkeldam (15e) | Warren Barguil (6e)  | Warren Barguil (8e) |

#### Grands tours
| Grand tour           | Tour d'Italie                                     | Tour de France                      | Tour d'Espagne          |
| -------------------- | ------------------------------------------------- | ----------------------------------- | ----------------------- |
| Coureur (classement) | Georg Preidler (26e)                              | Warren Barguil (23e)                | Tobias Ludvigsson (52e) |
| Accessits            | 2 victoires d'étapes (Tom Dumoulin, Nikias Arndt) | 2 victoires d'étapes (Tom Dumoulin) | -                       |